# Colin O'Donoghue
Colin Geoffrey Arthur O'Donoghue (Drogheda, 26 gennaio 1981) è un attore e musicista irlandese, principalmente noto per il ruolo di Killian Jones  nella serie C'era una volta.

## Biografia
Colin O'Donoghue, figlio di Mary e Con O'Donoghue, è nato e cresciuto a Drogheda, nella Contea di Louth, da una famiglia cattolica.  Ha frequentato inizialmente la Dundalk Grammar School e poi The Gaiety School of Acting a Dublino. All'età di 16 anni O'Donoghue va a Parigi, Francia, per un mese per imparare il francese.
Dal 2003 al 2013 ha suonato la chitarra e cantato in una band chiamata The Enemies, fondata nel 2003 insieme all'amico Ronan McQuillan, in Irlanda. Nel 2013 annuncia di voler lasciare la band a causa del suo lavoro da attore.

## Carriera
Il suo lavoro, agli inizi, si divideva principalmente tra l'Irlanda e il Regno Unito, negli ultimi anni lavora molto anche negli Stati Uniti e in Canada.
O'Donoghue è apparso come Philip nella terza stagione dei I Tudors (2009). Ha debuttato a Hollywood affiancando Anthony Hopkins nel film horror Il rito (2011). Colin ha girato il video dell'audizione per Il rito a casa di un suo amico a Drogheda e l'ha successivamente mandato negli Stati Uniti.
Nel 2012, O'Donoghue entra a far parte del cast di C'era una volta nel ruolo di Capitan Uncino. Il suo ruolo inizialmente doveva essere di qualche apparizione, ma con la sua grande bravura è riuscito a conquistare i produttori di C'era una volta, che hanno deciso di rendere Capitan Uncino / Killian Jones un personaggio principale a tutti gli effetti, per le successive stagioni.
Nel 2014, O'Donoghue entra a far parte, in qualità di protagonista, del cast di "The Dust Storm", un film indipendente girato a Nashville, in Tennessee, basato sulla vita di un musicista di nome Brennan.
Nel 2015 compare nel video della canzone "The Words" di Christina Perri da lei dedicata al suo personaggio (Capitan Uncino) in C'era una volta.
Nel 2016, O'Donoghue entra a far parte del cast del film "What Stills Remains"  in cui interpreta il protagonista, Peter, a fianco dell'attrice Lulu Antariksa.
Nel 2017, O'Donoghue compare a fianco di Bel Powley nel film "Carrie Pilby" , in cui veste i panni di un professore universitario, David Harrison.

### Premi
Nel 2003, Colin vince il premio di "Miglior Nuovo Talento" all'Irish Film & Television Awards,  grazie al ruolo di Norman nel film Home for Christmas del 2002.
Nel 2016, Colin vince il premio di "Choice TV Liplock" insieme alla sua co-star in C'era una volta, Jennifer Morrison, ai Teen Choice Awards.

## Vita privata
Dal 2009 è sposato con un'insegnante di nome Helen O' Donoghue. Il 1º agosto del 2013 è nato il loro primo figlio, Evan James O'Donoghue, e nel maggio del 2017 è nata la loro secondogenita.

## Filmografia

### Cinema
- 24/7, regia di Shane Cowley (2006) - cortometraggio
- Wild Decembers, regia di Anthony Byrne (2009)
- The Euthanizer, regia di Ian Hunt Duffy (2009) - cortometraggio
- Il rito (The Rite), regia di Mikael Håfström (2011)
- Storage 24, regia di Johannes Roberts (2012)
- The Dust Storm, regia di Anthony Baldino e Ryan Lacen (2016)
- Carrie Pilby, regia di Susan Johnson (2017)
- What Still Remains, regia di Josh Mendoza (2018)

### Televisione
- Rebel Heart, regia di John Strickland – miniserie TV (2001)
- Home for Christmas, regia di Charlie McCarthy  – film TV (2002)
- Love Is the Drug – serie TV, 2 episodi (2004)
- Proof – serie TV, 2 episodi (2005)
- Fair City – serie TV, 3 episodi (2005)
- The Clinic – serie TV, 14 episodi (2006-2008)
- I Tudors (The Tudors) – serie TV, episodio 3x08 (2009)
- Identity, regia di Gary Fleder – film TV (2011)
- C'era una volta (Once Upon a Time) – serie TV, 130 episodi (2012-2018)
- The Right Stuff – serie TV, 8 episodi (2020)

### Videoclip
- The Words di Christina Perri (2015)

## Teatro
- Aoife and Isobel, Project Theatre, Dublino
- The Dream of a Summer Day, Storytellers Theatre Company, Dublino
- Eugene Onegin – The Roadshow, Something Different Theatre Company, Londra, Inghilterra
- Eclipse, Olivier Theatre, Oxford, Inghilterra
- Leaving, Quarehawks Theatre Company, Monaghan, Irlanda
- Moonlight Mickey's, Calipo Theatre Company, Drogheda, Irlanda
- Othello, Second Age Theatre Company, Dublino, Irlanda
- Outlying Islands, Island Theatre Company, Chicago, USA
- Sky Road, Theatre Royal, Waterford, Irlanda
- The Taming of the Shrew, Rough Magic Theatre Company, Dublino, Irlanda
- Walking the Road, Axis Theatre, Vancouver, Canada
- What the Dead Want, Project Theatre, Dublino, Irlanda

## Riconoscimenti
- Irish Film and Television Awards 2003 – Premio come miglior nuovo talento per Home for Christmas
- People's Choice Awards 2014 – Candidatura come miglior coppia sullo schermo (con Jennifer Morrison) per C'era una volta
- Teen Choice Awards 2015 – Candidatura per il miglior bacio (con Jennifer Morrison) per C'era una volta
- Teen Choice Awards 2016 – Premio per il miglior bacio (con Jennifer Morrison) per C'era una volta

## Doppiatori italiani
Nelle versioni in italiano dei suoi film, Colin O'Donoghue è stato doppiato da:
- Francesco Pezzulli in C'era una volta, The Right Stuff - Uomini veri
- Gianfranco Miranda in Il rito
- Alessandro Capra in Carrie Pilby
- Alessio Cigliano in Dolly Parton - Le corde del cuore